# Paradossografia

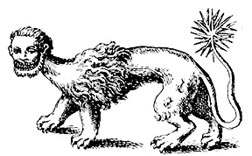
Illustrazione di una manticora, animale fantastico presente in molti paradossografi.

La paradossografia è un genere letterario, coltivato soprattutto in età ellenistica e imperiale, inerente ad eventi straordinari e paradossali, raccolti, solitamente, in sillogi e compilazioni.

## Caratteristiche e sviluppo
Nato come sottogenere della storiografia, ebbe notevole successo nell'età ellenistica, facendo leva sull'interesse popolare per usanze e costumi esotici e stravaganti, eventi naturali straordinari o favolosi. Connotato comune della materia trattata è l'inverosimiglianza e assurdità di tali mirabilia. 
I temi più trattati erano le costumanze dei popoli barbari o esotici, e le abitudini di animali insoliti e leggendari; di solito, poi, questo genere viene associato all'aneddotica, ovvero alla raccolta di aneddoti straordinari e spesso inverosimili. La paradossografia permea, però, anche altri ambiti della letteratura greca e ciò che solitamente è presente nei cataloghi paradossografici appare anche in opere di carattere storico, eziologico, e mitologico.

## Autori
Anton Westermann, nella sua classica raccolta di paradossografi, elenca e analizza i seguenti autori, che testimoniano la straordinaria fioritura del genere fino ad oltre l’antichità:
- Agatarchide di Cnido
- Alessandro di Mindo[4]
- Antemio di Tralle
- Antigono di Caristo
- Apollonio
- Archelao di Chersoneso[5]
- Aristocle di Messene
- Bolo di Mende
- Damascio
- Diofane di Nicea[6]

- Isigono di Nicea
- Lisimaco di Alessandria
- Monimo[7]
- Mirsilo di Lesbo
- Nicola di Damasco
- Ninfodoro di Siracusa
- Filone di Eraclea
- Filostefano di Cirene
- Protagora il Periegeta[4]
- Sozione
- Trofilo[8]

Tra i paradossografi greci pervenuti o, comunque, più noti, sono Palefato (De incredibilibus), Antigono di Caristo (Raccolta di storie mirabili), Mirsilo di Metimna (III secolo a.C.) e, soprattutto, Callimaco con la sua Raccolta di meraviglie in tutta la terra secondo le località. In età imperiale, Claudio Eliano, con opere non propriamente paradossografiche come Sulla natura degli animali e la Storia varia, Apollonio Paradossografo e, in età adrianea, Tolomeo Efestione (noto anche come Tolomeo Chenno) e Flegonte di Tralles.
Interessi di tipo paradossografico esibiscono anche, tra i romani, Aulo Gellio nelle sue Noctes Atticae e Plinio il Vecchio, che nella Naturalis Historia propone come vere molte leggende paradossografiche, in chiave pseudoscientifica.